# Křižanov (nádraží)
Křižanov je železniční stanice v obci Kozlov v okrese Žďár nad Sázavou v Kraji Vysočina, nedaleko říčky Libochovky. Severní zhlaví zasahuje i do katastru sousední obce Dobrá Voda. Stanice je pojmenována podle městyse Křižanov, který se nachází tři kilometry východním směrem. Stanicí prochází dvoukolejná elektrizovaná trať Brno – Havlíčkův Brod (25 kV, 50 Hz AC) a odbočuje z ní zde jednokolejná neelektrizovaná trať Křižanov–Studenec.

## Historie
Roku 1938 bylo Ministerstvem železnic vydáno rozhodnutí o dostavbě dvoukolejného železničního spojení z Havlíčkova Brodu dále do Brna přes Křižanov z důvodu zvýšení přepravní kapacity trasy dále na Slovensko, s plánem napojení slepé trati z Velkého Meziříčí v Křižanově. Budování trati pozdržela druhá světová válka, jednokolejný provoz byl zahájen 5. prosince 1953 a práce dále pokračovaly. Byl zde vystavěn nový staniční komplex ve funkcionalistickém slohu. 20. prosince téhož roku začaly vlaky pravidelně jezdit ve směru na Velké Meziříčí a dále do přestupní stanice Studenec na trati Brno–Jihlava.
Elektrický provoz na hlavní trati procházející stanicí byl zahájen 7. listopadu 1966.
V letech 2020-21 byla stanice rekonstruována. Byla přestavěna nástupiště i celé kolejiště. Málo využívaná halová přístavba výpravní budovy byla zbourána, namísto ní bylo nově upraveno vyústění podchodu na nástupiště k novým zastávkám autobusu. Pokladna, čekárna a toalety byly nahrazeny novými.

## Popis
Nachází se zde jedno hranové a dvě ostrovní, částečně krytá, nástupiště, k příchodu k vlakům slouží podchod pod kolejištěm.